# Treffort-Cuisiat
Treffort-Cuisiat era una comuna francesa situada en el departamento de Ain, de la región de Auvernia-Ródano-Alpes, que el 1 de enero de 2016 fue suprimida al fusionarse con la comuna de Pressiat, formando la comuna nueva de Val-Revermont.

## Demografía
| Gráfica de evolución demográfica de Treffort-Cuisiat entre 1800 y 2013 |
|                                                                        |

Los datos entre 1800 y 2013 son el resultado de sumar los parciales de las dos comunas que formaban la comuna francesa de Treffort-Cuisiat, cuyos datos se han cogido de 1800 a 1999, para las comunas de Cuisiat y Treffort de la página francesa EHESS/Cassini. Los demás datos se han cogido de la página del INSEE.